# Iván Bukin
Iván Andréyevich Bukin –en ruso, Иван Андреевич Букин– (Moscú, 16 de septiembre de 1993) es un deportista ruso que compite en patinaje artístico, en la modalidad de danza sobre hielo.
Ganó cinco medallas en el Campeonato Europeo de Patinaje Artístico sobre Hielo entre los años 2015 y 2022.
Participó en los Juegos Olímpicos de Pekín 2022, ocupando el sexto lugar en la prueba de danza sobre hielo.

## Palmarés internacional
| Campeonato Europeo | Campeonato Europeo  | Campeonato Europeo | Campeonato Europeo |
| Año                | Lugar               | Medalla            | Categoría          |
| ------------------ | ------------------- | ------------------ | ------------------ |
| 2015               | Estocolmo (Suecia)  | Medalla de bronce  | Danza sobre hielo  |
| 2018               | Moscú (Rusia)       | Medalla de bronce  | Danza sobre hielo  |
| 2019               | Minsk (Bielorrusia) | Medalla de plata   | Danza sobre hielo  |
| 2020               | Graz (Austria)      | Medalla de bronce  | Danza sobre hielo  |
| 2022               | Tallin (Estonia)    | Medalla de plata   | Danza sobre hielo  |